# John Doman

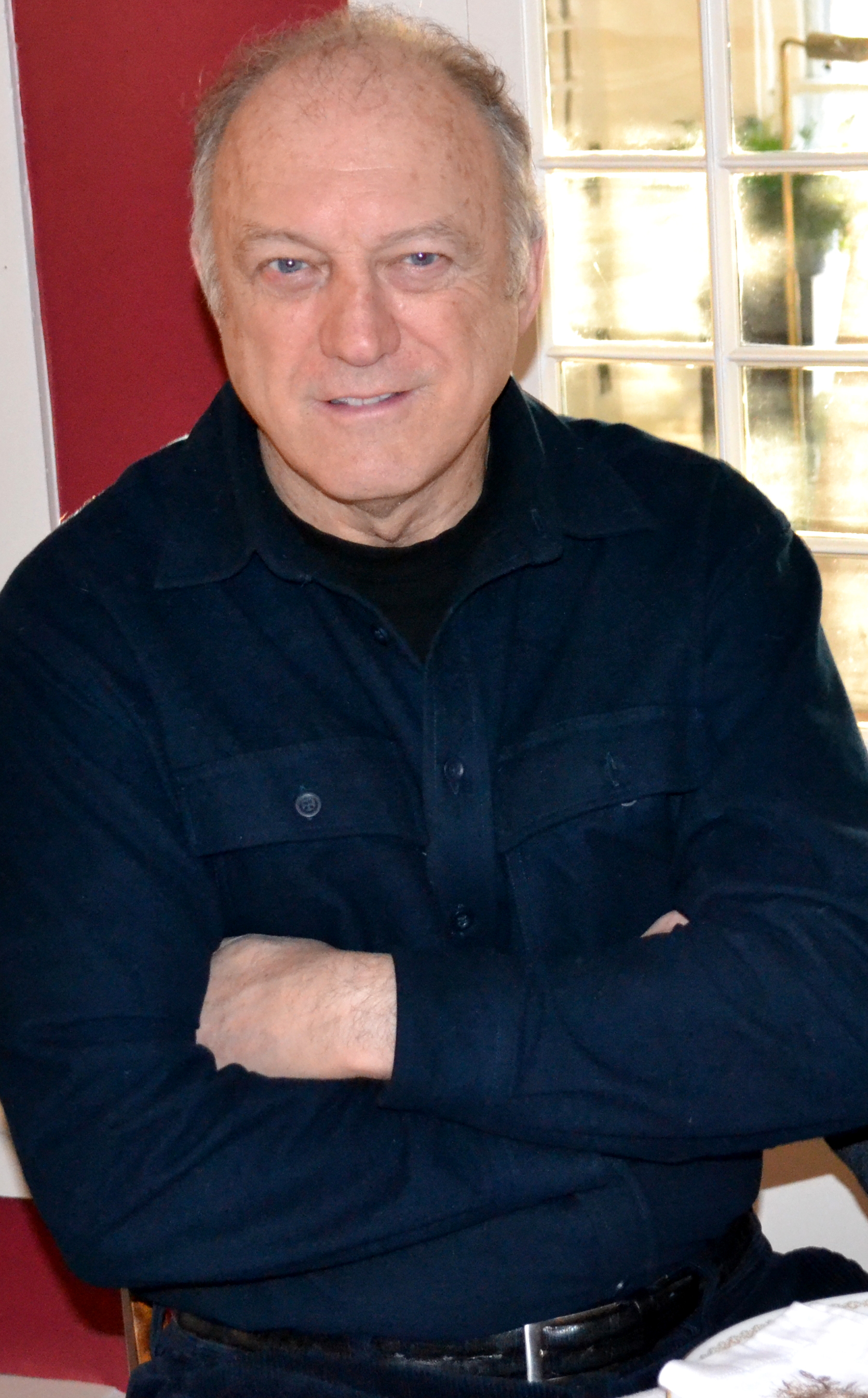
John Doman (2013)

John Doman (* 9. Januar 1945 in Philadelphia, Pennsylvania) ist ein US-amerikanischer Schauspieler.

## Leben und Karriere
John Doman graduierte 1966 mit einem Master of Business Administration von der University of Pennsylvania. Anschließend nahm er am Vietnamkrieg teil.
Bekannt wurde John Doman hauptsächlich durch seine diversen Rollen als Polizist in Filmen und Fernsehserien. Zu seinen bekanntesten Rollen gehört die des Major/Deputy Commissioner Rawls in der HBO-Serie The Wire. Im deutschsprachigen Raum wurde er insbesondere durch die Verkörperung des skrupellosen Kardinals Rodrigo Borgia, des späteren Papst Alexander VI., in der in ZDF und ORF ausgestrahlten Miniserie Borgia bekannt. Er wirkte auch in mehreren Folgen der Fernsehserie Rizzoli & Isles mit.
2014 übernahm er die Rolle des Mafiabosses Carmine Falcone in der Fox-Serie Gotham. 2015 spielte er in zwei Folgen den Bischof Charles Eddis in der von Netflix produzierten Dramaserie House of Cards.
Am 12. September 1981 heiratete er die Schmuckdesignerin Linda Lee Rudloff. Aus der Ehe ging ein gemeinsamer Sohn, Mark Rudloff, hervor. Am 26. April 2014 starb Linda Lee Rudloff Doman an einem Schlaganfall. Doman ist in zweiter Ehe seit dem 12. Juli 2019 mit Elizabeth Donnelly verheiratet.

## Filmografie (Auswahl)
- 1995: Stirb langsam: Jetzt erst recht (Die Hard: With a Vengeance)
- 1995: Sexbesessen (Ultimate Taboo)
- 1995: Weg der Träume (The Journey of August King)
- 1997: Cop Land
- 1998: Das Mercury Puzzle (Mercury Rising)
- 1999–2003: Emergency Room – Die Notaufnahme (ER, Fernsehserie, 10 Folgen)
- 2001: Oz – Hölle hinter Gittern (Oz, Fernsehserie, 4 Folgen)
- 2002: Ohne jeden Ausweg (Emmett’s Mark)
- 2002: City by the Sea
- 2002–2008: The Wire (Fernsehserie, 47 Folgen)
- 2003: Mystic River
- 2003: CSI: Vegas (CSI: Crime Scene Investigation, Fernsehserie, 2 Folgen)
- 2004: Noel
- 2004: Navy CIS (NCIS, Fernsehserie, Folge 2x12 Doppeltes Spiel)
- 2005: Rock the Paint
- 2006: Lonely Hearts Killers
- 2007: Gracie
- 2007: Without a Trace – Spurlos verschwunden (Without a Trace, Fernsehserie, Folge 5x17 Tiefe Wasser)
- 2009: Damages – Im Netz der Macht (Damages, Fernsehserie, 10 Folgen)
- 2010: Blue Valentine
- 2010: Company Men (The Company Men)
- 2010–2014: Rizzoli & Isles (Fernsehserie, 7 Folgen)
- 2011–2014: Borgia (Fernsehserie, 36 Folgen)
- 2014–2016: Person of Interest (Fernsehserie, 10 Folgen)
- 2014–2017: The Affair (Fernsehserie, 10 Folgen)
- 2014–2018: Gotham (Fernsehserie, 31 Folgen)
- 2015: House of Cards (Fernsehserie, 2 Folgen)
- 2016: Berlin Station (Fernsehserie, 9 Folgen)
- 2017: A Beautiful Day (You Were Never Really Here)
- 2017: Hinter der Fassade (Final Vision, Fernsehfilm)
- 2019–2020: The Boys (Fernsehserie, 3 Folgen)
- 2020: The Trial of the Chicago 7
- 2020–2021: For Life (Fernsehserie, 8 Folgen)
- 2022: Law & Order: Organized Crime (Fernsehserie, 4 Folgen)
- 2024: The Big Cigar (Miniserie)
- 2024: Eric (Miniserie)

### Videospiele
- 2002: Mafia (Morello)
- 2003: Midnight Club II (Diego)
- 2003: Manhunt (Hoods)
- 2008: Need for Speed: Undercover (FBI #1)
- 2010: Fallout: New Vegas (Caesar)